# 名雪雅夫
名雪雅夫（なゆき まさお、1949年（昭和24年）9月25日 - 2014年（平成26年）2月16日は、日本の新聞記者、ジャーナリスト、実業家。産業経済新聞社取締役副社長などを歴任した。東京都港区生まれ。

## 経歴
- 1968年 東京都立立川高等学校を卒業。
- 1973年 中央大学法学部を卒業。
- 1973年 産経新聞社に入社。入社直後は社会部に所属。
- 1986年 外信部に異動。
- 1987年 テヘラン特派員。
- 1989年 ワルシャワ支局長。
- 1990年 ワシントン特派員。
- モスクワ支局長を経て、外信部長に就任。
- 1999年『毛沢東秘録』を執筆し、第四十七回菊池寛賞を受賞。
- 2003年 大阪本社編集局次長。
- 2004年 大阪編集局長。
- 2006年 取締役に就任。
- 2007年 常務務締役に就任に際し、東京本社へ移動。常務取締役総括。
- 2008年 専務取締役に就任。
- 2011年 取締役副社長に就任。
- 2013年 取締役副社長を退任し、シニアアドバイザー（相談役）に就任。
- 2014年2月16日 肺がんのため東京都内の病院で死去。享年64。

## 人物
1989年12月、ワルシャワ支局長だった名雪はクーデターによって独裁体制の崩れたルーマニアに入り、銃撃に遭った。一発はこめかみをかすめ、もう一発は背中に命中した。幸い、ハンガリー側に脱出して町医者に背中から銃弾を摘出してもらい、事なきを得た。そして無事を編集局に伝えると、返ってきたのは住田良能外信部長（のち社長）の「おまえは毛がないから怪我（けが）なくてよかったな」という駄洒落だった。名雪は怒りのあまり、受話器をたたきつけそうになったという。だが、後に名雪は、住田が電話口で泣いていたと知らされる。
住田の亡くなったあと発行された産経社内報『We』 住田良能追悼号に名雪は追悼文を寄せ、こう結んでいる。「気持ちを素直に出せず、憎まれ口になるところが、いかにも住田流なのだ。軽口をたたきながら涙をためている住田部長の姿を思い浮かべると、いまでも胸が熱くなる。合掌」。

## 映画作品
- 象の背中 (2007年、製作)
- 明日への遺言 (2008、製作委員会）

## 著書

### 共著
- 『毛沢東秘録』（上）産経新聞ニュースサービス、1999年9月。ISBN 978-4594027261。
- 『毛沢東秘録』（下）産経新聞ニュースサービス、1999年11月。ISBN 978-4594028060。
  - 『毛沢東秘録』（上）扶桑社文庫、2001年3月。ISBN 978-4594031008。
  - 『毛沢東秘録』（下）扶桑社文庫、2001年3月。ISBN 978-4594031022。